# Лонгйир, Джон Манро

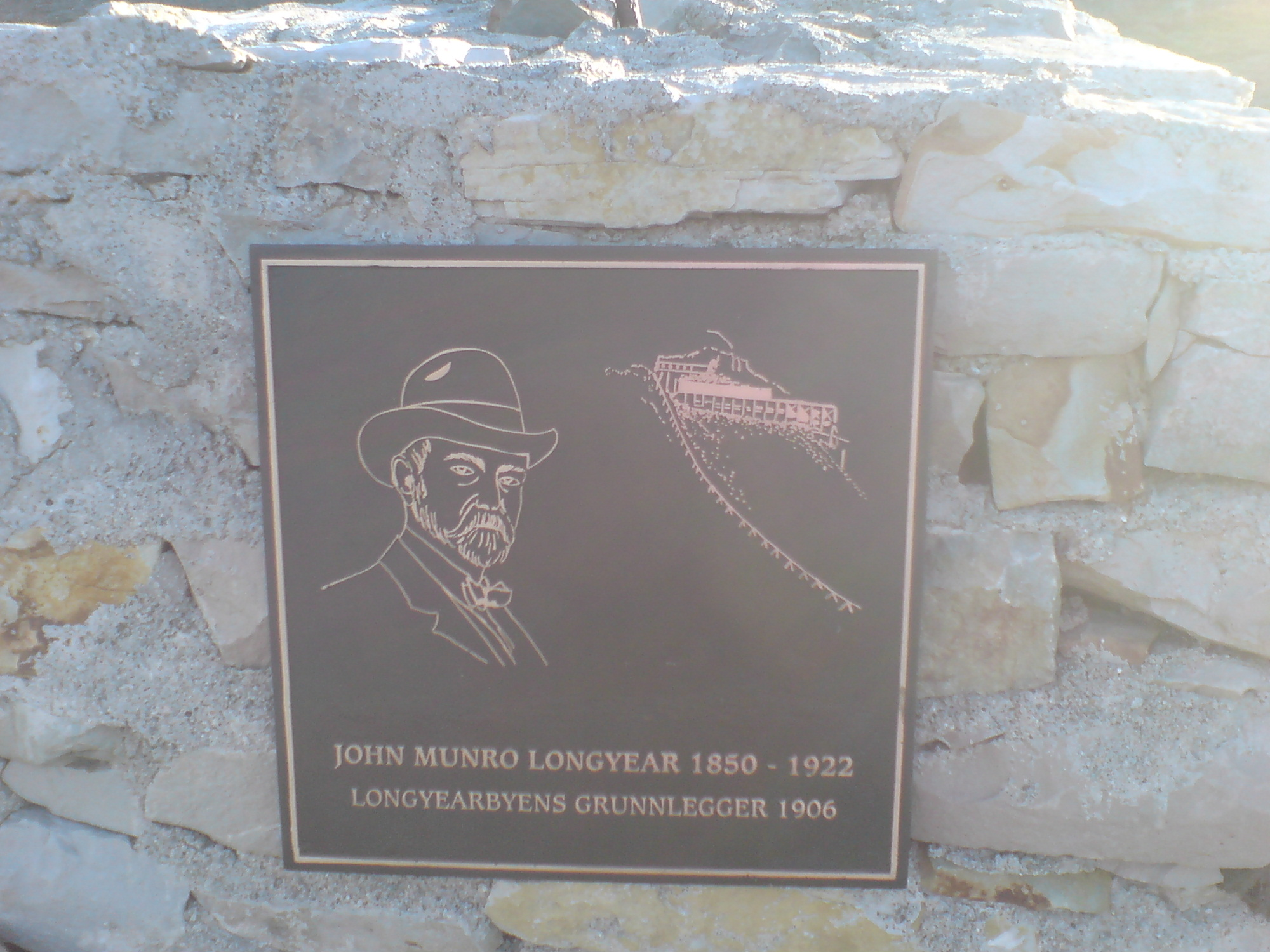
Памятная доска в Лонгйире.

Джон Манро Лонгйир (норв. John Munroe Longyear; 15 апреля 1850, Лансинг, Мичиган, США — 28 мая 1922, Бруклайн, Массачусетс, США) — исследователь земель, богатых минералами, в Америке, а также центральная фигура в Arctic Coal Company, изучавшей Шпицберген в 1905—1916 годах. Компания принимала участие в заселении Шпицбергена людьми; в частности, она заселила около 500 человек в нынешний город Лонгйир, построенный неподалёку от Адвентфьорда.
Лонгйир родился в Лансинге (штат Мичиган). В течение 1890—1891 годов он занимал пост мэра города Marquette. В 1890 году он стал одним из основателей Huron Mountain Club. В 1906 совместно с Фредериком Эйером и другими мелкими акционерами Лонгйир основал Arctic Coal Company. Штаб-квартира компании находилась в Бостоне. В 1901 году Лонгйир переехал на Шпицберген и в 1904 году купил местную Tronhjem Spitsbergen Kulkompani.
В 1916 году была основана компания Store Norske, представлявшая собой консорциум норвежских инвесторов; они приобрели Arctic Coal Company и Ayer and Longyear. Лонгйир сосредоточился на добыче угля в Свеагруве. В 1922 году он скончался в Бруклайне.